# Klub Kwadratowa

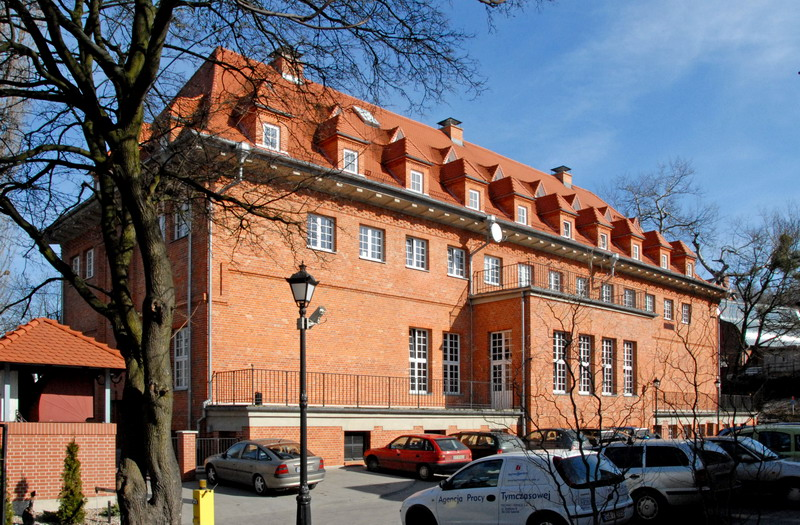
Siedziba klubu

Akademicki Klub Politechniki Gdańskiej „Kwadratowa” – klub studencki w Gdańsku. Należy do Politechniki Gdańskiej.
Klub mieści się przy ul. Siedlickiej 4 w Gdańsku Wrzeszczu Górnym, na terenie Politechniki Gdańskiej, w budynku Studenckiego Centrum PG „Bratniak”, które swoją nazwę wzięło od studenckiej Bratniej Pomocy, zlikwidowanej przez władze komunistyczne w 1948.
Budynek w którym mieści się klub został zbudowany w dwudziestoleciu międzywojennym dla studentów politechniki. Funkcjonujący w nim klub zaczął być nazywany „Kwadratowa” od końca lat pięćdziesiątych XX wieku. W 1965 zainaugurowano Ogólnopolski Przegląd Studenckich Zespołów Jazzowych oraz Ogólnopolski Przegląd Studenckich Teatrów Uczelni Technicznych „Przetarg”. W klubie występowali m.in. w 1962 Juliette Gréco i Lucjan Kydryński, a także Lucyna Winnicka, Jerzy Kawalerowicz, Maria Wachowiak i Gustaw Holoubek.
Na przełomie lat sześćdziesiątych i siedemdziesiątych organizowano tu Spotkania Jesienne, będące przeglądem dorobku poetyckiego, teatralnego i kabaretowego studentów Wybrzeża i innych ośrodków akademickich z dalej Polski. Na początku lat siedemdziesiątych powstał w Kwadratowej Decathlon zespół jazzowy Dixieland Jazz Band później przemianowany na Detko Band.
W dniach 7–10 lipca 2022 klub gościł jubileuszowy, 50. Ogólnopolski Turystyczny Przegląd Piosenki Studenckiej „Bazuna”.